# ミサワボタン
ミサワボタン（1993年3月23日 - 不明）は日本で生まれたサラブレッド。日本では4頭目の白毛馬。
ハクタイユー（牡、白毛）とカミノホワイト（牝、白毛）の間に1993年に青森県のマルシチ牧場で生まれた牡馬。両親ともに白毛という日本ではほかに例のない配合である。白毛遺伝子は優性の白毛形質のほかに劣性の致死作用を持つと言われていたため、実験的に交配された。いちどは日本中央競馬会 (JRA) に競走馬として登録されたが（管理調教師:成宮明光）、結局レースには出走できずに終わった。引退後は乗馬として活躍していたようだが、現在の消息は不明である。

## 血統表
| ミサワボタンの血統ファラリス系 / 5代までアウトブリード | ミサワボタンの血統ファラリス系 / 5代までアウトブリード | ミサワボタンの血統ファラリス系 / 5代までアウトブリード | （血統表の出典）       | （血統表の出典） |
| 父 ハクタイユー 1979 白毛                              | 父の父ロングエース 1969 黒鹿毛                         | * ハードリドン Hard Ridden                             | Hard Sauce             | Hard Sauce       |
| 父 ハクタイユー 1979 白毛                              | 父の父ロングエース 1969 黒鹿毛                         | * ハードリドン Hard Ridden                             | Toute Belle            |                  |
| 父 ハクタイユー 1979 白毛                              | 父の父ロングエース 1969 黒鹿毛                         | ウインジェスト                                         | * ティエポロ           | * ティエポロ     |
| 父 ハクタイユー 1979 白毛                              | 父の父ロングエース 1969 黒鹿毛                         | ウインジェスト                                         | * ノルマニア           |                  |
| 父 ハクタイユー 1979 白毛                              | 父の母ホマレブル 1964 栗毛                             | * ダブルマーク Doublemark                              | Footmark               | Footmark         |
| 父 ハクタイユー 1979 白毛                              | 父の母ホマレブル 1964 栗毛                             | * ダブルマーク Doublemark                              | Prattle Double         |                  |
| 父 ハクタイユー 1979 白毛                              | 父の母ホマレブル 1964 栗毛                             | ペツカー                                               | * ロイヤルウッド       | * ロイヤルウッド |
| 父 ハクタイユー 1979 白毛                              | 父の母ホマレブル 1964 栗毛                             | ペツカー                                               | ルリワカ               |                  |
| 母 カミノホワイト 1983 白毛                            | 母の父カブラヤオー 1972 黒鹿毛                         | * ファラモンド Pharamond                               | Sicambre               | Sicambre         |
| 母 カミノホワイト 1983 白毛                            | 母の父カブラヤオー 1972 黒鹿毛                         | * ファラモンド Pharamond                               | Rain                   |                  |
| 母 カミノホワイト 1983 白毛                            | 母の父カブラヤオー 1972 黒鹿毛                         | カブラヤ                                               | * ダラノーア           | * ダラノーア     |
| 母 カミノホワイト 1983 白毛                            | 母の父カブラヤオー 1972 黒鹿毛                         | カブラヤ                                               | ミスナンバイチバン     |                  |
| 母 カミノホワイト 1983 白毛                            | 母の母クレナイオーザ 1974 栗毛                         | * ゴールデンプルーム Golden Plume                      | Golden Cloud           | Golden Cloud     |
| 母 カミノホワイト 1983 白毛                            | 母の母クレナイオーザ 1974 栗毛                         | * ゴールデンプルーム Golden Plume                      | Perennial              |                  |
| 母 カミノホワイト 1983 白毛                            | 母の母クレナイオーザ 1974 栗毛                         | * ブリスフルラス Blissful Lass                         | Clarification          | Clarification    |
| 母 カミノホワイト 1983 白毛                            | 母の母クレナイオーザ 1974 栗毛                         | * ブリスフルラス Blissful Lass                         | Marion's Luck F-No.C25 |                  |